# Gérard Vergoosen
Gérard Vergoosen (* 20. September 1936 in Pey, Echt-Susteren; † 22. April 2019 in ebenda) war ein niederländischer Radrennfahrer.

## Sportliche Laufbahn
Als Amateur siegte er 1956 in der Limburg-Rundfahrt vor Leo Steevens. 1958 wurde Unabhängiger mit einem Vertrag im niederländischen Radsportteam Eroba-Vredestein. Er gewann den Circuit Disonais, ein Eintagesrennen, das den Unabhängigen vorbehalten war. 
In der folgenden Saison wurde er Berufsfahrer. Er blieb bis 1960 als Profi aktiv. Seine bedeutendsten Erfolge holte er in Rennen in Deutschland. Dies waren die Siege im Großen Preis Veith 1958 vor Günther Debusman und im Großen Preis Fichtel & Sachs 1959 vor Hennes Junkermann, den er im Spurt bezwang. Zum Ende der Saison 1960 beendete er seine Laufbahn als Radprofi.